# 紅扎里亞區

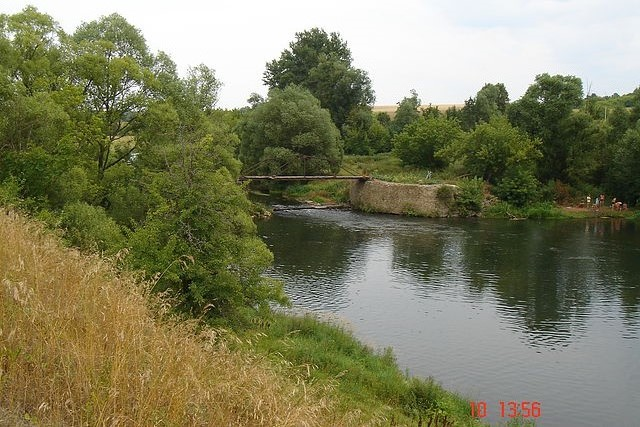

52°47′05″N 37°40′47″E / 52.78472°N 37.67972°E
紅扎里亞區（俄语：Краснозоренский район），是俄羅斯的一個區，位於該國西南部，由奧廖爾州負責管轄，面積650平方公里，2010年人口6,504，人口密度每平方公里10.01人。